# New York Titans 1961
La stagione 1961 dei New York Titans è stata la seconda della franchigia nell'American Football League. Per il secondo anno consecutivo l'annata si chiuse con un bilancio di 7–7, al terzo posto della propria division.

## Scelte nel Draft 1961
| Scelte dei Titans nel Draft AFL 1961 |                  |               |                               |
| Giro                                 | Giocatore        | Ruolo         | College                       |
| 1                                    | Tom Brown        | Guard         | Minnesota                     |
| 2                                    | Herb Adderley    | Halfback      | Michigan State                |
| 5                                    | Tom Matte        | Quarterback   | Ohio State                    |
| 6                                    | Bill Brown       | Fullback      | Illinois                      |
| 7                                    | Fred Mautino     | Offensive end | Syracuse                      |
| 8                                    | Harold Beaty     | Tackle        | Oklahoma State                |
| 9                                    | Bernie Casey     | Fullback      | Bowling Green                 |
| 10                                   | Joe Scibelli     | Tackle        | Notre Dame                    |
| 11                                   | Art Gilmore      | Halfback      | Oregon State                  |
| 12                                   | Norris Stevenson | Halfback      | Missouri                      |
| 13                                   | Joe Wendryhoski  | Tackle        | Illinois                      |
| 14                                   | Jim Cunningham   | Fullback      | Pittsburgh                    |
| 15                                   | Irv Cross        | Offensive end | Northwestern                  |
| 16                                   | Jerry Steffen    | Halfback      | Colorado                      |
| 17                                   | Mike Plye        | Tackle        | Yale                          |
| 18                                   | Alfred Bentley   | Offensive end | Arkansas State                |
| 19                                   | Jim Kerr         | Halfback      | Penn State                    |
| 20                                   | Neil Plumley     | Tackle        | Oregon State                  |
| 21                                   | Bob Brooks       | Fullback      | Ohio                          |
| 22                                   | Wayne Fontes     | Halfback      | Michigan State                |
| 23                                   | Mickey Walker    | Halfback      | Michigan State                |
| 24                                   | Howard Dyer      | Quarterback   | Virginia Military Institution |
| 25                                   | Andy Griffith    | Halfback      | American International        |
| 26                                   | Bob Smith        | Halfback      | UCLA                          |
| 27                                   | Moses Gray       | Tackle        | Indiana                       |
| 28                                   | Fred Cox         | Halfback      | Pittsburgh                    |
| 30                                   | William Mimerly  | Halfback      | Connecticut                   |

## Calendario
| Stagione regolare |                       |                    |                      |                    |
| Turno             | Avversario            | Risultato          | Stadio               |                    |
| 1                 | at Boston Patriots    | V 21–20            | Nickerson Field      |                    |
| 2                 | at Buffalo Bills      | S 41–31            | War Memorial Stadium |                    |
| 3                 | Denver Broncos        | V 35–28            | Polo Grounds         |                    |
| 4                 | Boston Patriots       | V 37–30            | Polo Grounds         |                    |
| 5                 | Settimana di pausa    | Settimana di pausa | Settimana di pausa   | Settimana di pausa |
| 6                 | San Diego Chargers    | S 25–10            | Polo Grounds         |                    |
| 7                 | at Denver Broncos     | S 27–10            | Bears Stadium        |                    |
| 8                 | at Oakland Raiders    | V 14–6             | Candlestick Park     |                    |
| 9                 | at San Diego Chargers | S 48–13            | Balboa Stadium       |                    |
| 10                | Oakland Raiders       | V 23–12            | Polo Grounds         |                    |
| 11                | at Houston Oilers     | S 49–13            | Jeppesen Stadium     |                    |
| 12                | Buffalo Bills         | V 21–14            | Polo Grounds         |                    |
| 13                | Dallas Texans         | V 28–7             | Polo Grounds         |                    |
| 14                | Houston Oilers        | S 48–21            | Polo Grounds         |                    |
| 15                | at Dallas Texans      | S 35–24            | Cotton Bowl          |                    |

## Classifiche
| AFL Eastern Division | AFL Eastern Division | AFL Eastern Division | AFL Eastern Division | AFL Eastern Division | AFL Eastern Division | AFL Eastern Division | AFL Eastern Division | AFL Eastern Division | AFL Eastern Division |
|                      | V                    | S                    | P                    | %                    | DIV                  | PF                   | PS                   | STR                  |                      |
| -------------------- | -------------------- | -------------------- | -------------------- | -------------------- | -------------------- | -------------------- | -------------------- | -------------------- | -------------------- |
| Houston Oilers       | 10                   | 3                    | 1                    | .769                 | 4–1–1                | 513                  | 242                  | V9                   |                      |
| Boston Patriots      | 9                    | 4                    | 1                    | .692                 | 2–3–1                | 413                  | 313                  | V4                   |                      |
| New York Titans      | 7                    | 7                    | 0                    | .500                 | 3–3                  | 301                  | 390                  | S2                   |                      |
| Buffalo Bills        | 6                    | 8                    | 0                    | .429                 | 2–4                  | 294                  | 342                  | S1                   |                      |

Nota: I pareggi non venivano conteggiati ai fini della classifica fino al 1972.